# Innes Ireland
 Robert McGregor Innes Ireland  va ser un enginyer, militar i pilot de curses automobilístiques escocès que va arribar a disputar curses de Fórmula 1.
Innes Ireland va néixer el 12 de juny del 1930 a Mytholmroyd, Yorkshire, Anglaterra i va morir de càncer el 22 d'octubre del 1993 a Reading, Berkshire, Anglaterra.

## A la F1
Va debutar a la tercera cursa de la temporada 1959 (la desena temporada de la història) del campionat del món de la Fórmula 1, disputant el 31 de maig del 1959 el GP dels Països Baixos al Circuit de Zandvoort.
Innes Ireland va participar en un total de cinquanta-tres proves puntuables pel campionat de la F1, disputats en set temporades diferents consecutives (1959 - 1966) assolí una victòria final en un GP i aconseguint un quart lloc en el campionat del món de pilots com a millor resultat.

## Resultats a la Fórmula 1
| Any  | Equip                      | Xassís | Motor  | 1       | 2       | 3       | 4       | 5       | 6       | 7       | 8       | 9       | 10      | Posició | Punts |
| ---- | -------------------------- | ------ | ------ | ------- | ------- | ------- | ------- | ------- | ------- | ------- | ------- | ------- | ------- | ------- | ----- |
| 1959 | Team Lotus                 | Lotus  | Climax | MON     | 500     | HOL 4   | FRA Ret | GBR     | ALE Ret | POR Ret | ITA Ret | USA 5   |         | 14è     | 5     |
| 1960 | Team Lotus                 | Lotus  | Climax | ARG 6   | MON 9   | 500     | HOL 2   | BEL Ret | FRA 7   | GBR 3   | POR 6   | ITA     | USA 2   | 4t      | 18    |
| 1961 | Team Lotus                 | Lotus  | Climax | MON NVS | HOL     | BEL Ret | FRA 4   | GBR 10  | ALE NC  |         | USA 1   |         |         | 6è      | 12    |
| 1961 | Team Lotus                 | Lotus  | Climax |         |         |         |         |         |         | ITA Ret |         |         |         | 6è      | 12    |
| 1962 | UDT-Laystall Racing Team   | Lotus  | Climax | HOL Ret | MON Ret | BEL Ret | FRA Ret | GBR 16  | ALE     | ITA Ret | USA 8   | SUD 5   |         | 16è     | 2     |
| 1963 | British Racing Partnership | Lotus  | BRM    | MON Ret |         |         |         |         | ALE Ret |         |         |         |         | 9è      | 6     |
| 1963 | British Racing Partnership | BRP    | BRM    |         | BEL Ret | HOL 4   | FRA 9   | GBR Ret | ITA 4   | USA     | MEX     | SUD     |         | 9è      | 6     |
| 1964 | British Racing Partnership | Lotus  | BRM    | MON DNS | HOL     |         |         |         |         |         |         |         |         | 14è     | 4     |
| 1964 | British Racing Partnership | BRP    | BRM    |         |         | BEL 10  | FRA Ret | GBR 10  | ALE     | AUT 5   | ITA 5   | USA Ret | MEX 12  | 14è     | 4     |
| 1965 | Reg Parnell Racing         | Lotus  | BRM    | SUD     | MON     | BEL 13  | FRA Ret | GBR Ret | HOL 10  | ALE     |         |         |         | -       | 0     |
| 1965 | Reg Parnell Racing         | Lotus  | BRM    |         |         |         |         |         |         |         | ITA 9   | USA Ret | MEX DNS | -       | 0     |
| 1966 | Bernard White Racing       | BRM    | BRM    | MON     | BEL     | FRA     | GBR     | HOL     | ALE     | ITA     | USA Ret | MEX Ret |         | -       | 0     |

### Resum
| Curses: | Victòries: | Pòdiums: | Poles: | Voltes ràpides: | Punts: |
| ------- | ---------- | -------- | ------ | --------------- | ------ |
| 53      | 1          | 4        | 0      | 1               | 47     |